# Rose Ghorayeb
Rose Ghorayeb —en àrab روز غريّب, Rūz Ḡurayyib— (Damur, 1909 - ?, 2006) va ser una escriptora, crítica literària i activista política feminista libanesa. Va ser professora de literatura àrab a la Universitat Americana Libanesa i sovint se la coneixia com «la primera dona crítica de la literatura àrab». Considerada com a pionera de la crítica estètica, la seva carrera literària va tenir més de 70 anys i va incloure nombroses històries per a infants, articles, biografies i obres de teatre.

## Trajectòria
Ghorayeb va néixer a Damur, el Líban, l'any 1909. L'any 1932 es va graduar a l'American Junior College per a Dones, a Beirut, predecessora de la Universitat Americana Libanesa. El 1948, el col·legi va canviar el nom a Beirut College for Women. Posteriorment es va convertir en la cap del departament d'àrab de la universitat.
Va publicar àmpliament en moltes revistes i periòdics àrabs regionals des de 1943 fins a 1980. Com a activista en favor de l'alliberament de la dona va escriure regularment a la revista mensual libanesa The Woman's Voice. També va publicar amb freqüència articles a Voice of Bahrain, la primera revista de Bahrain, i això es creu que ha tingut un paper clau en la introducció de noves idees socials al país. Una de les seves obres més destacades va ser la biografia del poeta libanesa-palestina May Ziade, considerada la pionera del feminisme de l'Orient Mitjà a principis del segle xx. De 1983 a 1993, es va encarregar de l'edició d'Al-Raida, la revista de l'Institut d'Estudis sobre la Dona del Món Àrab (IWSAW), de la Universitat Americana Libanesa.

## Obres
- Ghorayeb, Rose Signs: Journal of Women in Culture and Society, 5, 2, 12-1979, pàg. 375–382. DOI: 10.1086/493725.